# Gewerkschaften in Nordmazedonien
Die Gewerkschaften in Nordmazedonien gehören zum großen Teil einem der drei Gewerkschaftsbünde an: (in Klammern jeweils: Mitgliederzahlen, Zugehörigkeit zu einem Internationalen Gewerkschaftsverband):
- Sojuz na Sindikati na Makedonija, SSM (Verband der Gewerkschaften Mazedoniens, SSM) (ca. 70.000, IGB, EGB)
- Konfederacija na Slobodni Sindikati, KSS (Bündnis der Freien Gewerkschaften) (ca. 40.000, IGB, EGB) und
- Konfederacija na sindikalni organizacii na Makedonija, KSOM (Bündnis der Gewerkschaftlichen Organisationen Mazedoniens) (ca. 15.000).

## Mitgliedsgewerkschaften, internationale Kontakte
Mitgliedsgewerkschaften des SSM sind u. a. (in Klammern jeweils: Mitgliederzahlen, Zugehörigkeit zu einer Globalen Gewerkschaftsföderation):
- Samostoen sindikat za zdravstvo, farmacija i socijalna zaštita SSZFSZ[3] (Unabhängige Gewerkschaft für Gesundheit, Pharmazie und Sozialarbeit) (8.700, PSI, EPSU);
- Sindikat na rabotnicite od upravata, pravosudnite organi I zdruzenijata na gragjani – UPOZ (Gewerkschaft der öffentlichen Verwaltung und der Beamten, Justiz und Zivilgesellschaften) (4.433, PSI, EPSU);
- Makedonski Policiski Sindikat – MPS[4] (Mazedonische Polizeigewerkschaft) (7.819, CESP);
- Sindikat za gradezhnishtvoto, industrija proektiranje – SGIP (Gewerkschaft für Bau, Industrie und Design)  (3.691, BWI, EFBWW);
- Nezavisen sindikat za energija i ekonomii na Makedonija, SSESM (Unabhängige Gewerkschaft für Energie und Wirtschaft) (2.153, PSI, EPSU, IndustriALL, IndustriALL Europe (Energie));
- Sindikat na rabotnici vo ugostitelstvoto, turizmot, komunalnata ekonomija, zanaetčistvoto i združenijata za zaštita, SUTKOZ (Gewerkschaft Catering, Tourismus, kommunale Wirtschaft, Handwerk und Sicherheit) (7.845, PSI, EPSU, IUF, EFFAT);
- Sindikat za industrija, energija i rudarstvo na Makedonija, SIER (Gewerkschaft Industrie, Energie und Bergbau) (4.341, IndustriAll, IndustriAll Europe (Metall));
- Sindikat za industrija za tekstil, koža i čevli, STK TCK (Gewerkschaft der Textil-, Leder- und Schuhindustrie) (3.528, IndustriAll, IndustriAll Europe);
- Sindikat na rabotnicite od Agroindustriskiot kompleks na Republika Makedonija, Agro-Sindikat (Gewerkschaft Agrarindustrie) (6.149, EFFAT, IUF).

Mitgliedsgewerkschaft des KSS sind u. a.:
- Sindikat na Rabotnicite vo Administracijata i Drzavnata Uprava, SADU (Gewerkschaft der öffentlichen Verwaltung und der Beamten) (k. A., PSI, EPSU);
- Nezavisniot sindikat rabotnici na energetikata, rudarite i industrijata na Makedonija, SSERI (Gewerkschaft Energie, Bergbau und Industrie) (ca. 5.500, PSI, EPSU);
- Sindikat za obrazovanie, nauka i kultura – SONK (Gewerkschaft für Bildung, Wissenschaft und Kultur) (ca. 7.000, ETUCE, E).

Mitgliedsgewerkschaft des KSOM sind u. a.:
- Nezavisen sindikat na policija – NSP (Unabhängig Polizeigewerkschaft) (ca. 5.000);
- Nezavisen sindikat na Zeleznica (Unabhängig Gewerkschaft der Eisenbahner) (ca. 1.500).

Keinem der Bünde gehören u. a. an:
- Nezavisen Akademski Sindikat – NAKS (Unabhängige Akademische Gewerkschaft) (-);
- Samostoen Sindikat na Novinari i Mediumski Rabotnici – SSNM (Gewerkschaft der Journalisten und Medienschaffende) (k. A., IFJ, EFJ).

## Geschichte der Gewerkschaften in Nordmazedonien
Vor 1991 war der größte (und einzige) Dachverband der Gewerkschaften Mazedoniens der SSM, eine stark zentralisierte Einheit. Der Vorstand traf alle Entscheidungen, während die Vorstände der verschiedenen Sektoren diese Entscheidungen umzusetzen hatten, was bedeutete, dass es keine definierten Branchengewerkschaften gab. Nach der Unabhängigkeit und den Reformen 1991/92 wurden die Vorstände der Sektoren zu allerdings recht schwachen Branchengewerkschaften. Die Funktionsprinzipien der Gewerkschaften blieben weitgehend unverändert. Sie waren gekennzeichnet durch einen zentralisierten undemokratischen Entscheidungsprozess, Nepotismus und eine Abhängigkeit von der Sozialdemokratischen Union Mazedoniens (SDSM), der Nachfolgerin der kommunistischen bzw. sozialistischen Partei, später jedoch auch von der nachfolgenden Regierungspartei (VMRO DPMNE). Eine Dezentralisierung der Gewerkschaftsorganisationen trat erst 1995/96 ein, als der SSM beschloss, seinen Branchengewerkschaften einen gesonderten rechtlichen Status zu geben. Dies führte zu autonomeren Gewerkschaften, nicht jedoch zu ihrer Demokratisierung. Die Mitgliederzahlen sinken seit 40 Jahren; am höchsten sind sie noch im öffentlichen Dienst. Auf betrieblicher Ebene existieren keine Formen von Beteiligung und Mitbestimmung, die westeuropäischen Praktiken entsprechen (z. B. Betriebsräte).

## Rechtliche Situation
Der Allgemeine Tarifvertrag (ATV) ist für alle Unternehmen und Arbeitnehmer im privaten Sektor verpflichtend, lief jedoch Mitte 2017 aus. Gemäß dem Arbeitsgesetz werden nach Ablauf seine Bestimmungen bis zum Abschluss eines neuen Vertrags verwendet. Die Organisation der Arbeitgeber (ORM) und der Dachverband der Gewerkschaften (SSM) haben hinsichtlich der Gehälter und Zulagen sehr unterschiedliche Vorstellungen für eine Neuverhandlung, die bisher nicht erfolgreich war. Gemäß dem Arbeitsgesetz soll es auch einen Allgemeinen Tarifvertrag für den öffentlichen Sektor geben, der zwischen der Regierung und den im öffentlichen Sektor vertretenen Konföderationen ausgehandelt wird, jedoch bisher nicht abgeschlossen wurde. Viele Themen sind in der Zwischenzeit durch Gesetze reguliert worden, was die Verhandlungsspielräume für einen ATV verringert und den sozialen Dialog verhindert.